# Bałdutl
Bałdutl (ros. Балдутль) – wieś w Rosji, w Dagestanie, w rejonie gunibskim. W 2010 liczyła 12 mieszkańców, głównie Awarów.